# Губкіно
Губкіно (рос. Губкино) — село у Одинцовському районі Московської області Російської Федерації

## Розташування
Село Губкіно входить до складу міського поселення Одинцово, воно розташовано поруч із Мінським шосе. Найближчі населені пункти, Будинку відпочинку «Озера», Глазиніно, Вирубово, Переделкі. Найближча залізнична станція Одинцово.

## Населення
Станом на 2010 рік у селі проживала 101 людина